# یواف‌آی‌پی
یواف‌آی‌پی (به انگلیسی: UFIP) از سر واژگان اتحادیه تولیدکنندگان سنج ایتالیایی (Unione Fabbricanti Italiani Piatti) یک شرکت ایتالیایی تولید آلات موسیقی مستقر در پیستویا توسکانی است.
این شرکت در حال حاضر سنج، گونگ و ساز کوبه‌ای فلزی تولید می‌کند.

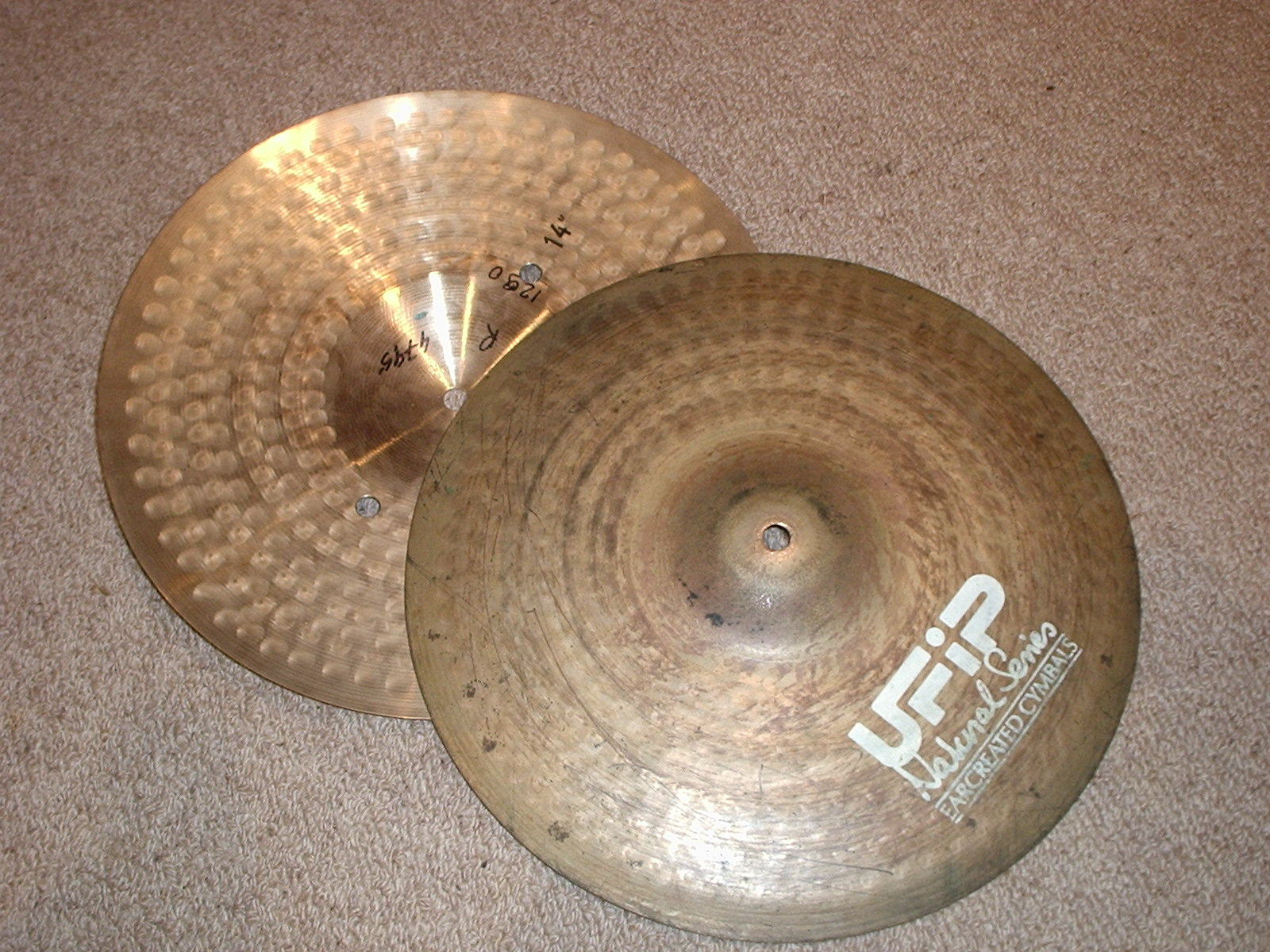
سنج های-هت ۱۴ اینچی یواف‌آی‌پی، مدل Naturals

## ساخت
یواف‌آی‌پی به دلیل استفاده از تکنیک ریخته‌گری گریز از مرکز شناخته شده است. این تکنیک توسط برادران زانچی در دهه هفتاد میلادی به ثبت رسید. ریخته‌گری گریز از مرکز عبارت است از ریخته‌گری برنز مذاب در قالب سنج نصب شده بر روی یک سانتریفیوژ، که تقریباً هزار دور در دقیقه می‌چرخد. این تکنیک خاص، حباب‌های هوا را در آلیاژ کاهش می‌دهد و نسبت زنگ به کمان ضخیم‌تر را تضمین می‌کند. اکثر مدل‌های سنج‌های سطح بالای UFIP با استفاده از تکنیک ریخته‌گری گریز از مرکز تولید می‌شوند.